# Evald Ilienkov

Evald Ilienkov

Evald Vasilievich Ilyenkov (Russo: Э́вальд Васи́льевич Илье́нков; 18 de fevereiro de 1924, Smolensk – 21 de março de 1979, Moscou) foi um filósofo marxista soviético.

## Biografia
Iniciou o curso de filosofia na Faculdade de Filosofia do Instituto de Filosofia e Artes de Moscou em 1941 e, devido à II Guerra Mundial, para a qual foi convocado a lutar pelo Exército Vermelho, concluiu o curso em 1950 na Universidade Estadual de Moscou. Neste mesmo ano torna-se membro do Partido Comunista.
Em 1953 defende sua dissertação de mestrado, intitulada Alguns Problemas na Dialética Materialista da "Crítica da Economia Política" de Karl Marx. Neste mesmo ano passa a dar aulas na Universidade Estadual de Moscou, sendo expulso, em 1955, acusado de revisionismo da base da filosofia Marxista-Leninista, devido aos seus estudos que articulavam ciência e filosofia (sendo a filosofia entendida como reflexão do mundo real no pensamento).
Em 1960 foi publicado seu primeiro livro, A Dialética do Abstrato e do Concreto em “O Capital” de Karl Marx, tendo sido censurado pelas autoridades do Instituto de Filosofia, sofrendo várias alterações e sendo reduzido em mais de um terço. Nele estava contido um manuscrito escrito 4 anos antes, A Dialética do Abstrato e do Concreto no Pensamento Científico e Teórico.
Ilienkov volta a lecionar novamente algum depois de sua expulsão, no Instituto de Filosofia da URSS, no setor Materialismo Dialético (onde trabalhará até sua morte). Neste mesmo ano seus livros passam a ter permissão de publicação e ele defende sua tese de doutorado, intitulada Quanto à Questão da Natureza do Pensamento (Na Análise de Materiais da Dialética Clássica Alemã).
Em 21 de março de 1979, Ilienkov põe fim à própria vida, sendo os motivos ainda incertos.
Ilienkov trabalhou principalmente, a partir de um ponto de vista materialista, sobre a teoria do conhecimento, a lógica e a dialética, enfatizando a unidade entre o subjetivo e o objetivo e a ligação orgânica entre a lógica e a história. Foi um crítico implacável do positivismo, além de discutir questões sobre psicologia e educação e escrever sobre a teoria da personalidade, o desenvolvimento do pensamento e da apropriação do conhecimento no ensino escolar, estando interessado particularmente na teoria da atividade em conexão com a escola histórico-cultural.
Foi conhecido de Mikhail Lifschits e grande amigo de Alexei N. Leontiev (1903-1979) e Alexander Meshcheriakov (1923-1974), inclusive ajudando o último em seu projeto com surdos-cegos em Zagorski.
Ele deixou diversas obras, artigos e manuscritos, que têm sido publicados desde a sua morte por ex-alunos e seguidores de seu ponto de vista filosófico.

## Textos Disponíveis em Português
- 1960: A Dialética do Abstrato e do Concreto em O Capital de Karl Marx
- 1961: Resposta a J. A. Kronrod (O Capital de Karl Marx e o Problema do Valor)
- 1963: O Problema do Ideal na Filosofia
- 1965: Do Ponto de Vista Marxista-Leninista
- 1965: Discurso aos Economistas
- 1966: Hegel e a "Alienação"
- 1968: Carta a Yuri Zhdanov
- 1971: Humanismo e Ciência
- 1972: Ideal
- 1973: O Universal
- 1974: Atividade e Conhecimento
- 1976: A Dialética do Ideal
- 1977: O Conceito de Ideal
- 1977: Três Séculos de Imortalidade
- 1979: Materialismo Militante - Meios Dialéticos
- 1979: O Problema da Contradição na Lógica
- 1979: Dialética e Visão de Mundo
- 1979: Para Relatar Sobre N. P. Dubinin
- 2016: A Dialética do Ideal: escritos de E. V. Ilienkov. Curitiba: Editora UFPR. ISBN 9788584800407
- Desconhecido: Contribuição à Questão da Produção de Mercadorias
- Desconhecido: Sobre a Tradução do Termo “Wert” (valor, dignidade, custos, significado)
- Desconhecido: A Dialética Antiga como Forma de Pensamento

## Ligações Externas
- Evald Vasilievich Ilienkov no Marxists Internet Archive
- Página com todos os textos de Ilienkov (em Russo), curada por Andrey Maidansky
- Evald Vasilievich Ilienkov no Marxists Internet Archive (em Espanhol)
- Evald Vasilievich Ilienkov no Marxists Internet Archive (em Inglês)

## Índice de Obras
Obras (livros, artigos e manuscritos) de Ilienkov disponíveis em russo na página Lendo Ilienkov.

### Livros
- (1960) A Dialética do Abstrato e do Concreto em "O Capital" de Karl Marx [Диалектика абстрактного и конкретного в «Капитале» К. Маркса]
- (1968) Sobre Ídolos e Ideais [Об идолах и идеалах]
- (1969) V.I. Lenin e os Problemas Atuais da Dialética [В.И. Ленин и актуальные проблемы диалектической логики]
- (1974) A Lógica Dialética – Estudos em História e Teoria [Диалектическая логика. Очерки истории и теории]
- (1977) Aprender a Pensar Desde Cedo [Учитесь мыслить смолоду]
- (1979) Dialética Leninista e a Metafísica do Positivismo: Reflexões sobre o livro “Materialismo e Empiriocriticismo” de V. I. Lenin [Ленинская диалектика и метафизика позитивизма: Размышления о книге "Материализм и эмпириокритицизм" В. I. Ленина]
- (1984) A Arte e o Ideal Comunista [Искусство и коммунистический идеал]
- (1984) A Lógica Dialética – Estudos em História e Teoria - 2.ed. [Диалектическая логика. Очерки истории и теории]
- (1991) Filosofia e Cultura [Философия и культура]
- (1997) A Dialética do Abstrato e do Concreto no Pensamento Científico e Teórico [Диалектика абстрактного и конкретного в научно-теоретическом мышлении]
- (2002) A Escola Deve Ensinar a Pensar [Школа должна учить мыслить]
- (2002) Sobre Ídolos e Ideais - 2.ed. [Об идолах и идеалах]

### Capítulos e Artigos em Livros
- (1958) Sobre o Papel da Contradição no Conhecimento [О роли противоречия в познании]
- (1960) Sobre as "Especificidades" da Arte [О «специфике» искусства]
- (1960) Lógico e Histórico [Логическое и историческое]
- (1962) Compreender o Abstrato e o Concreto na Lógica Formal e Dialética [Понимание абстрактного и конкретного в диалектике и формальной логике]
- (1964) Sobre a Identidade do Pensamento e do Ser na Filosofia Pré-Marxista [Вопрос о тождестве мышления и бытия в домарксистской философии]
- (1964) A Natureza Estética da Fantasia [Об эстетической природе фантазии]
- (1966) Estimativa do Conceito Hegeliano Sobre a Relação entre Verdade e Beleza [К оценке гегелевской концепции отношения истины к красоте]
- (1966) Sobre o Papel da Herança Clássica no Desenvolvimento das Categorias da Dialética Materialista [О роли классического наследства в развитии категорий материалистической диалектики]
- (1966) O Automóvel e o Homem, Cibernética e Filosofia [Машина и человек, кибернетика и философия]
- (1967) A Natureza Estética da Fantasia [Об эстетической природе фантазии]
- (1968) O Conceito de "Abstrato" ("Ideal") do Objeto [Понятие «абстрактного» («идеального») объекта]
- (1968) O Problema do Abstrato e Concreto à Luz de "O Capital" de Marx [Проблема абстрактного и конкретного в свете «Капитала» Маркса]
- (1968) Pensar, imaginar... [Думать, мыслить...]
- (1968) Porque eu não Gosto [Почему мне это не нравится]
- (1969) O que Existe no País das Maravilhas? [Что там, в Зазеркалье?]
- (1969) As Contradições do Real e do Imaginário [Противоречия мнимые и реальные]
- (1971) Lógico e Histórico [Логическое и историческое]
- (1971) A Dialética do Abstrato e do Concreto [Диалектика абстрактного и конкретного]
- (1971) Humanismo e Ciência [Гуманизм и наука]
- (1973) Hegel e o Problema da Lógica do Objeto [Гегель и проблема предмета логики]
- (1973) O Universal [О всеобщем]
- (1974) Pensamento e Linguagem em Hegel [Мышление и язык у Гегеля]
- (1974) A Ideia de Lenin da Lógica ao Acaso, da Epistemologia e da Dialética [Ленинская идея совпадения логики, теории познания и диалектики]
- (1977) Dialética e Visão de Mundo [Диалектика и мировоззрение]
- (1979) O Problema das Contradições na Lógica [Проблема противоречия в логике]
- (1979) A Materialidade da Consciência e Gatos Transcendentais [О материальности сознания и о трансцендентальных кошках]
- (1979) A Dialética da Estética, como a Teoria da Percepção Sensorial [Диалектика эстетического, как теория чувственного познания]
- (1979) Dialética e Visão de Mundo [Диалектика и мировоззрение]
- (1987) Dialética e Hermenêutica [Диалектика и герменевтика]

### Artigos em Revistas
- (1955) A Dialética do Abstrato e do Concreto no Conhecimento Científico e Teórico [О диалектике абстрактного и конкретного в научно-теоретическом познании]
- (1957) Uma Pergunta Sobre a Contradição no Pensamento [К вопросу о противоречии в мышлении]
- (1959) Niilismo Sorrateiro "Positivista Heróico" [Трусливый нигилизм «героического позитивиста»]
- (1962) O Problema do Ideal na Filosofia (I) [Проблема идеала в философии (I)]
- (1963) O Problema do Ideal na Filosofia (II) [Проблема идеала в философии (II)]
- (1964) Escola Deve Ensinar a Pensar! [Школа должна учить мыслить!]
- (1965) A Lógica como Ciência na Nova Filosofia [Предмет логики как науки в новой философии]
- (1966) Para Obter Informações Básicas Sobre o Assunto da Lógica como Ciência [К истории вопроса о предмете логики как науки]
- (1967) Hegel e a "Alienação" [Гегель и «отчуждение»]
- (1967) O Problema do Abstrato e Concreto [Проблема абстрактного и конкретного]
- (1968) Na Imaginação [О воображении]
- (1968) Dialética ou Eclética? (Notas Polêmicas Sobre a "Compreensão" e "Aplicação" Maoísta da Dialética) [Диалектика или эклектика? (Полемические заметки о маоистском «понимании» и «применении» диалектики)]
- (1968) Mente e Cérebro (Resposta D. I. Dubrovsky) [Психика и мозг (ответ Д.И. Дубровскому)]
- (1969) V. I. Lenin e os Problemas Atuais da Lógica Dialética [В.И. Ленин и актуальные проблемы диалектической логики]
- (1970) A Psique Humana Está Sob a "Lupa do Tempo" [Психика человека под «лупой времени»]
- (1972) Passou a Tabuada? [Пройдена ли таблица умножения?]
- (1973) A Questão Central da Dialética [Центральный вопрос диалектики]
- (1973) - Então, Quem Pensa Abstratamente? - As Pessoas Incultas, não Iluminadas [– Так кто же мыслит абстрактно? – Необразованный человек, а вовсе не просвещенный]
- (1973) Falsificação de Dialética Marxista em Favor da Política Maoísta [Фальсификация марксистской диалектики в угоду маоистской политике]
- (1974) Hegel e Hermenêutica [Гегель и герменевтика]
- (1974) Currículo e Dialética [Дидактика и диалектика]
- (1974) As Reflexões Definitivas e Questionáveis de E. Mayr [Несомненное и сомнительное в размышлениях Э. Майра]
- (1975) Alexander Meshcheryakov e Pedagogia [Александр Иванович Мещеряков и его педагогика]
- (1975) A Notável Conquista da Ciência Soviética [Выдающееся достижение советской науки]
- (1975) A Posição Teórica do Partido [Партийная позиция теоретика]
- (1977) Três Séculos de Imortalidade [Три века бессмертия]
- (1977) À Frente de seu Tempo [Опередивший свое время]
- (1977) A Formação da Personalidade: os Resultados de uma Experiência Científica [Становление личности: к итогам научного эксперимента]
- (1977) Pontos de Vista Sobre a Questão da Relação entre Pensamento e Linguagem (discurso) [Соображения по вопросу об отношении мышления и языка (речи)]
- (1979) Problema Ideal [Проблема идеального]
- (1979) Materialismo Militante - Meios Dialéticos [Материализм воинствующий – значит диалектический]

### Artigos em Enciclopédias
- (1956) Sujeito e Objeto [Субъект и объект]
- (1960) Abstração [Абстракция]
- (1960) Interações [Взаимодействие]
- (1960) Relacionamento [Взаимосвязь]
- (1960) Universal [Всеобщее]
- (1960) Validade [Действительность]
- (1962) Individual [Единичное]
- (1962) Unidade [Единство]
- (1962) Erro [Заблуждение]
- (1962) Ideal [Идеал]
- (1962) Ideal [Идеальное]
- (1962) "Capital" (Lógica do "Capital") [«Капитал» (Логика «Капитала»)]
- (1962) Quantidade [Количество]
- (1964) Especificidade [Конкретное]
- (1964) Lógico e Histórico [Логическое и историческое]
- (1968) Filosofia [Философия]
- (1970) Essência [Субстанция]
- (1971) Universal [Всеобщее]
- (1971) Hegel [Гегель]
- (1972) Ideal [Идеал]
- (1983) Hegel [Гегель]

### Manuscritos e Transcrições de Discursos
- Cosmologia do Espírito [Космология духа]
- (O Problema da Objetividade da Consciência) [(Проблема предметности сознания)]
- (1961) (Resposta a J. A. Kronrod: "O Capital" de K. Marx e o Problema do Valor) [Ответ Я.А. Кронроду: «Капитал» К. Маркса и проблема стоимости]
- (1965) (Pela Afirmação dos Economistas) [К выступлению у экономистов]
- Sobre a Questão da Produção de Mercadorias [К вопросу о товарном производстве]
- Falando de Marx [К разговору о Марксе]
- Sobre a Transferência do Conceito "Wert" (Estima, Dignidade, Custo, Valor) [О переводе термина «Wert» (ценность, достоинство, стоимость, значение)]
- Concepção de Beleza e Verdade de Hegel [Гегелевская концепция красоты и истины]
- (1965) Um Relatório Sobre Espinoza [К докладу о Спинозе]
- Espinoza (material para o livro) [Спиноза (материалы к книге)]
- (1965) Marx e o Mundo Ocidental [Маркс и западный мир]
- Antiga Dialética como uma Forma de Pensamento [Античная диалектика как форма мысли]
- Sobre a "Essência do Homem" e "Humanismo", na Acepção de Adam Schaff [О «сущности человека» и «гуманизме» в понимании Адама Шаффа]
- Notas sobre Wagner [Заметки о Вагнере]
- O Problema de Inconsistências na Lógica [Проблема противоречия в логике]
- (1969) Mente e Cérebro [Психика и мозг]
- O Problema da Unidade do Ser e do Pensar na Filosofia Antiga [Проблема единства бытия и мышления в античной философии]
- "Ciência da Lógica" [«Наука логики»]
- Discussão Sobre a Educação Escolar [К дискуссии о школьном образовании]
- Sobre a Natureza do Poder [О природе способности]
- Biológico e Social no Homem [Биологическое и социальное в человеке]
- Sobre o Conceito de "Atividade" e suas Implicações para a Pedagogia [К вопросу о понятии «деятельность» и его значении для педагогики]
- (1972) Façanha Filosófica [Философский подвиг]
- Hegel e a Hermenêutica (O Problema da Relação da Linguagem e Pensamento no Conceito de Hegel) [Гегель и герменевтика (проблема отношения языка к мышлению в концепции Гегеля)]
- (1974) O Topo, o Fim e uma Nova Vida da Dialética (Hegel e o Fim da Filosofia Antiga) [Вершина, конец и новая жизнь диалектики (Гегель и конец старой философии)]
- (1974) Para Falar Sobre a Educação Estética [К беседе об эстетическом воспитании]
- (1975) Falando de Meshcheriakov [К разговору о Мещерякове]
- Hegel e o Problema das Habilidades [Гегель и проблема способностей]
- Psicologia [Психология]
- Fichte e "Livre Arbítrio" [Фихте и «свобода воли»]
- Atividade e Conhecimento [Деятельность и знание]
- (1977) Dialética e Visão de Mundo [Диалектика и мировоззрение]
- A Chamada "Especificidade do Pensamento" (Sobre o Tema da Lógica Dialética) [О так называемой «специфике мышления» (к вопросу о предмете диалектической логики)]
- Sobre o Conceito de "Corpo do Homem", "o Corpo Humano" [К понятию «тело человека», «человеческое тело»]
- A Dialética do Ideal [Диалектика идеального]
- O Que é uma Pessoa? [Что же такое личность?]
- (A Origem da Filosofia) [У истоков философии]
- (1979) Para Relatar Sobre N. P. Dubinin [К докладу у Н.П. Дубинина]